# Diane Allahgreen
Diane Allahgreen (née le 21 février 1975) est une athlète britannique spécialiste du 100 mètres haies.

## Carrière

### Palmarès
| Année | Compétition                    | Lieu              | Résultat | Épreuve     | Performance |
| ----- | ------------------------------ | ----------------- | -------- | ----------- | ----------- |
| 1993  | Championnats d’Europe junior   | Saint-Sébastien   | 1re      | 100 m haies | 13 s 42     |
| 1993  | Championnats d’Europe junior   | Saint-Sébastien   | 1re      | 4 x 100 m   | 44 s 31     |
| 1994  | Championnats du monde junior   | Lisbonne          | 3e       | 100 m haies | 13 s 31     |
| 1994  | Championnats du monde junior   | Lisbonne          | 3e       | 4 x 100 m   | 45 s 08     |
| 1997  | Championnats d’Europe espoirs  | Turku             | 2e       | 100 m haies | 13 s 03     |
| 1998  | Championnats d’Europe en salle | Valence           | 3e       | 60 m haies  | 8 s 02      |
| 1999  | Universiade                    | Palma de Majorque | 3e       | 100 m haies | 13 s 17     |
| 2002  | Championnats d’Europe          | Munich            | 5e       | 100 m haies | 13 s 07     |

### Records
| Épreuve          | Performance | Lieu              | Date                        |
| ---------------- | ----------- | ----------------- | --------------------------- |
| 100 mètres       | 11 s 44     | Birmingham        | 13 juillet 2002             |
| 100 mètres haies | 12 s 92     | Manchester Munich | 29 juillet 2002 9 août 2002 |

| Épreuve         | Performance | Lieu       | Date            |
| --------------- | ----------- | ---------- | --------------- |
| 60 mètres       | 7 s 27      | Birmingham | 27 janvier 2001 |
| 60 mètres haies | 7 s 99      | Gand       | 26 février 2000 |